# Metal Gear Solid V: Ground Zeroes
Metal Gear Solid V: Ground Zeroes (メタルギアソリッドVグラウンドゼロズ, Metaru Gia Soriddo Faibu Guraundo Zerozu) est un jeu vidéo d'action-infiltration développé par Kojima Productions et édité par Konami. Il est sorti sur PlayStation 3, PlayStation 4, Xbox 360 et Xbox One en mars 2014. Une version Windows du jeu est également sortie sur Steam le 18 décembre 2014.
Il s'agit du prologue au jeu Metal Gear Solid V: The Phantom Pain.

## Synopsis
Le jeu se déroule en 1975, et est une suite directe à l'épisode Peace Walker.
L'étau se resserre sur la « Mother Base », QG militaire de l'armée de mercenaires créée par Big Boss/(Naked) Snake ; en effet, la visite d'inspection de l'ONU et de l'AIEA est proche, et Snake a reçu un appel à l'aide de Chico, un adolescent qui avait disparu de la base depuis quelque temps. Il était parti à la recherche de Paz Ortega Andrade, une espionne envoyée l'année précédente par le groupuscule Cipher durant l'incident Peace Walker. L'adolescent indique qu'il est retenu prisonnier dans un camp militaire secret sur l'île de Cuba, en compagnie de Paz.
Cette dernière connaît l'existence du Metal Gear Zeke, un char d’assaut blindé bipède hautement technologique et doté d'un arsenal nucléaire. C'est un piège mais Big Boss n'a pas d'autres choix, il doit la délivrer au plus vite pour éviter qu'elle ne parle trop mais aussi parce qu'elle est la seule qui puisse donner des informations sur cette étrange organisation nommée Cipher.
Snake s'infiltre donc dans le complexe militaire appelé Camp Ω, c'est au même moment que Skull Face, commandant de l'unité XOF et un donneur d'ordre dans ce camp, s'envole avec une armée d'hélicoptères soigneusement banalisés pour une destination inconnue. Mais Big Boss n'y prête guère d'intention, se concentrant sur la mission. Après avoir extrait Chico et Paz par hélicoptère (de nom de code Morpho), il rentre à la base par le même moyen.
À bord, le médecin urgentiste enlève une bombe du corps de la jeune femme, sans anesthésie mais assommée par les tortures qu'elle a subies - sur la bombe, on trouve dessiné le symbole de la paix. C'est alors qu'arrivé aux alentours de la Mother Base, aucun opérateur radio ne répond aux appels du pilote de l'hélicoptère de Snake, car la base est attaquée par les soldats du XOF. Après un très bref arrêt pour secourir le commandant Benedict Kazuhira Miller, second de Snake, Morpho repart tandis que la plateforme s'enfonce dans l'océan (la Mother Base étant à l'origine un complexe de plateformes offshore). Un peu après, Paz se réveille paniquée et dit qu'elle est piégée par une autre bombe que celle qui a été extraite précédemment et préfère se suicider plutôt que de prendre le risque qu'elle n'explose dans l'hélicoptère, en se jetant par-dessus bord ; mais trop tard, la bombe explose alors que Paz est à quelques mètres de l'hélicoptère, qui part en vrille et heurte même un hélicoptère ennemi.
Un écran noir s'affiche avec des messages disant que l'AIEA et l'ONU n'ont jamais voulu visiter la base et qu'officiellement, il n'y a aucun survivant.
Neuf ans vont alors se passer durant lesquels Big Boss sombrera dans un coma à la suite de l'incident et où divers événements se dérouleront pour enfin arriver à l'épisode The Phantom Pain.

### Personnages
Les personnages au cœur de l'intrigue de Ground Zeroes sont Snake dit "Big Boss", Kaz ainsi que Chico et Paz, et enfin Skull Face qui s'annonce comme un des antagonistes majeurs de Metal Gear Solid V: The Phantom Pain.
Big Boss
Commandant en chef de l'armée de mercenaire Militaire sans Frontière qu'il a constitué après avoir délaissé l'unité FOX dont il avait tout de même également pris le commandement. Il est envoyé sur le sol cubain afin de mettre la main sur Chico et Paz détenant des informations capitales sur sa propre armée mais aussi sur cet ennemi insaisissable qu'est Cipher…
Kazuhira MillerMeilleur allié de Big Boss et celui en qui il a le plus confiance. Commandant en second de MSF et stratège militaire avisé, il sert de soutien radio à Snake durant la mission Ground Zeroes.
PazAncienne agent triple au service aveugle de Cipher qui a infiltré ultérieurement la Mother Base. À l'heure actuelle elle se trouve à la pointe sud de Cuba, détenue aux côtés de Chico dans le camp Omega par des Marines américains. Elle en sait trop sur MSF mais en connait également beaucoup sur le groupuscule Cipher ; il est donc de plus grande importance pour Snake et Kaz de la récupérer.
ChicoEnfant Soldat du Front Sandiniste opposé à Somoza, le FSLN. Il a été accueilli au sein de la Mother Base avec compagnons et sa grande sœur à leur tête, mais s'est épris de Paz par la suite et quand lui et le reste de FSLN étaient en mission à Cuba récemment, que ne fut pas sa surprise de savoir que Paz était retenu à un camp à proximité. Cherchant à la sauver, il se fera finalement capturer par les Marines et enverra un appel à l'aide à Snake.
Skull FaceMystérieux homme au visage défiguré par d'importantes brûlures et à l'aura presque fantomatique, c'est le chef d'un organisme inconnu du nom de XOF, une unité militaire qui cohabite avec les marines locaux du camp Oméga qui n'ont pas le droit de les déranger dans leur « affaires ». On ne sait pas grand chose de lui, l'homme, accompagné de soldats de cette fameuse unité, s'en va en pleine nuit au sein du ciel orageux, accompagné de multiples hélicoptères, préparant apparemment une offensive de grande envergure…

## Système de jeu
Le jeu se déroule pour la première fois dans la série dans un monde ouvert. On incarne Snake en mission d'infiltration dans une base secrète située à Cuba. La configuration de contrôle du personnage, qui avait jusqu'alors été inchangée, a été repensée afin de s'adapter à un environnement ouvert. Il n'est plus possible d'avoir plusieurs armes à feu du même type et ces armes sont visibles sur le personnage. Il y a l'apparition du bullet time ainsi que la possibilité de voir les ennemis dans une vision semblable aux rayons X quand ceux-ci ont été préalablement vus une première fois. Autre nouveauté, le joueur peut utiliser tous les types de véhicules qu'il pourra croiser et faire appel à un hélicoptère pour s'enfuir et/ou récupérer des prisonniers.
Les versions PlayStation contiennent une mission exclusive nommée Déjà Vu qui permet de contrôler Snake tel qu'il apparaît sur PlayStation, tandis que les versions Xbox contiennent la mission Jamais Vu permettant d'incarner Raiden,. Depuis le 1er mai 2014, les missions bonus sont disponibles sur toutes les plateformes que ce soit la mission Déjà Vu sur Xbox 360 et Xbox One et Jamais Vu sur PlayStation 3 et PlayStation 4.
D'après le magazine Game Informer, la durée de vie de la quête principale serait d'environ deux heures, mais elle ne représente qu'un faible pourcentage du jeu.

## Développement
Metal Gear Solid V devait être un seul et unique titre à l'origine. Cependant, ce développement qui se faisait secrètement en attendant l'arrivée de la nouvelle génération de console a amené Hideo Kojima, vice président de Konami et créateur de la série Metal Gear, à réfléchir sur un nouveau moyen pour atténuer les risques qui augmentent à chaque nouvelle génération. Attiré par le concept des épisodes pilotes des séries télévisées américaines, il a donc émis l'idée en mars 2013 de proposer des jeux « test » en dématérialisés afin de savoir s'il est intéressant commercialement de poursuivre le développement. Ground Zeroes sert donc de « pilote » au jeu plus important qu'est The Phantom Pain,. Un mois après la sortie du titre, Kojima demande un retour aux joueurs ayant acheté le titre afin d'améliorer le jeu principal.

## Application iOS et Android
La nouveauté de cet épisode est qu'il est possible d'y jouer avec la "Companion App" qui sert d'iDroid et qui permet donc au joueur de bénéficier de la carte du camp Omega sur son smartphone afin de ne pas avoir besoin de perdre du temps à l'afficher dans le jeu. Elle permet également de lire les cassettes trouvées dans le jeu et y découvrir l'histoire de Metal Gear Solid: Peace Walker. L'application est également munie d'un mini-jeu nommé "Mother Base" dans lequel le joueur peut construire et gérer la Mother Base en recrutant des soldats, en construisant des véhicules et des Metal Gear, le tout pour les envoyer en mission. Il est également possible de recruter certains soldats en finissant des défis dans le jeu Metal Gear Solid V: Ground Zeroes sur consoles,.

## Accueil

### Critique
Metal Gear Solid V: Ground Zeroes a reçu dans l'ensemble de bonnes critiques. GameSpot ressent les nouvelles mécaniques d'infiltration dans Ground Zeroes, comme le remplacement du radar et d'autres indicateurs par l'observation aux lunettes et détection radar, comme plus immersives que dans les titres précédents, expliquant que « rien n'est vraiment donné dans Ground Zeroes, ce qui rend l'expérience de jeu plus tendue et gratifiante pour le joueur. » Son monde ouvert et les missions secondaires ont été bien reçus dans le sens où ils permettent différentes approches et offrent donc une forte rejouabilité. IGN est du même avis, décrivant le jeu comme réduit mais « évitant les longues cinématiques, les combats de boss épiques et les scénarios à rebondissements multiples et confus en faveur d'un gameplay intelligent et tactique. » Bien qu'ils trouvent la campagne principale courte et que les missions secondaires et bonus ne servent qu'à faire du score, il y a suffisamment de contenu pour satisfaire le joueur. Robert Rath, pigiste pour The Escapist, a apprécié l'orientation du jeu sur la collecte d'information plutôt que le combat : « Ground Zeroes est le premier MGS à être en accord avec son sous-titre et à permettre de mener des opérations tactiques d'espionnage. » Jim Sterling de The Escapist, s'il a apprécié le gameplay et affirmé attendre impatiemment Metal Gear Solid V: The Phantom Pain, s'est montré plus critique sur la durée du titre, n'y voyant qu'une démo et s'étonnant que Konami ait pu accepté de le vendre comme un jeu à part entière.
Polygon est moins réceptif, décrivant le jeu comme « étonnamment court et frustrant, édité pour amasser de l'argent plus que pour ajouter un opus honnête à une franchise respectée. » Bien qu'ils aiment la conception des sons et des décors et l'attention portée aux détails, Ground Zeroes a selon eux des mécaniques d'infiltration décevantes, des scènes d'action « faites à moitié », et une campagne principale de courte durée « terne » et « décevante ». Ben Croshaw de Zero Punctuation décrit aussi le jeu comme « une démo à 40 dollars [avec] une demi-heure de jeu » mais a aimé y jouer.
Bien qu'elle ait aimé le titre, Lucy O'Brien de IGN s'est montrée très critique sur certains points du scénario. Si elle souligne l'effort de Kojima pour explorer des thèmes plus sombres dans le jeu, elle trouve la réalisation dérangeante et mal faite, pointant la violence sexuelle infligée au personnage de Paz qui la fait passer de personnage complexe et en conflit à un simple ressort scénaristique, n'ajoutant rien aux motivations de Snake dans The Phantom Pain. O'Brien note également la présence d'une cassette audio à collecter dont le contenu sous-entend que Chico, un garçon pré-pubère, a eu des rapports sexuels forcés avec Paz, la scène usant selon elle du viol comme une arme pour Paz et une récompense pour le joueur.